# Alain Lebas
Alain Jean Jacques Lebas (* 10. November 1953 in Nevers) ist ein ehemaliger französischer Kanute.

## Karriere
Alain Lebas nahm an zwei Olympischen Spielen teil. Seine erste Teilnahme erfolgte anlässlich der Olympischen Spiele 1976 in Montreal, bei denen er in zwei Wettbewerben antrat. Über 1000 Meter belegte er im Zweier-Kajak mit Jean-Paul Hanquier in den Vorläufen zunächst den letzten Platz, nach einem zweiten Platz im Hoffnungslauf und einem dritten Platz im Halbfinale gelang ihnen aber noch die Qualifikation für das Finale. In diesem verpassten sie als Viertplatzierte knapp einen Medaillengewinn. Im Einer-Kajak zog er über 500 Meter ebenfalls ins Finale ein, kam dort aber nicht über den neunten und damit letzten Platz hinaus.
Bei den Olympischen Spielen 1980 in Moskau ging Lebas erneut in zwei Wettbewerben an den Start. Über 500 Meter qualifizierte er sich im Zweier-Kajak mit Francis Hervieu für den Endlauf, den die beiden auf dem vierten Platz beendeten. Auf der 1000-Meter-Distanz im Einer-Kajak erreichte er nach einem Sieg im Vorlauf und einem zweiten Platz im Halbfinallauf ebenfalls das Finale. Nach einer Rennzeit von 3:50,20 Minuten überquerte Lebas als Zweiter hinter Rüdiger Helm aus der DDR und vor dem Rumänen Ion Bîrlădeanu die Ziellinie, womit er die Silbermedaille gewann.
Zwischen den Spielen wurde Lebas 1978 in Belgrad im Zweier-Kajak über 10.000 Meter Vizeweltmeister. Ein Jahr darauf gewann er bei den Weltmeisterschaften in Duisburg im Zweier-Kajak über 500 Meter die Bronzemedaille. Außerdem sicherte er sich bei den Mittelmeerspielen in Split im Zweier-Kajak über 500 Meter und auch über 1000 Meter jeweils die Goldmedaille.